# Novotxerkassk
Novotxerkask (rus: Новочеркасск) és una ciutat de l'óblast de Rostov, a Rússia, antiga capital dels cosacs del Don. Està situada a la riba dreta dels rius Tuzlov i Aksai, a 35 km al nord-est de Rostov del Don. La seva població era de 176.699 habitants el 2010.

## Història
Novotxerkassk va ser fundada el 1805 per Matvei Plàtov, com a centre administratiu dels Cosacs del Don, quan els habitants de la stanitsa de Txerkassk van ser obligats a abandonar les seves llars a la vora del riu Don a causa de les freqüents inundacions.
Durant la Guerra Civil Russa, Novotxerkassk va ser el cor de la contrarevolució del Don i estigué sota el comandament d'Aleksei Kaledín. L'Exèrcit Roig finalment foragità els blancs de Novotxerkassk el 7 gener del 1920 Durant la Segona Guerra Mundial, Novotxerkassk va ser ocupada pels alemanys entre 24 de juliol del 1942 i el 13 de febrer del 1943. En 1962 es van produir uns disturbis locals a causa dels aliments, que van ser brutalment reprimits per l'exèrcit soviètic en el cas conegut com la massacre de Novotxerkassk.

## Estatus administratiu i municipal
Dins del marc de divisions administratives, Novotxerkassk s'incorpora com a ókrug urbana -una unitat administrativa amb un estatus igual als districtes. Com a divisió municipal, aquesta unitat administrativa també té estatus d'ókrug urbana.

## Cultura i religió
Novocherkassk va ser una vegada un arquebisbat de l'Església ortodoxa grega i té una enorme catedral neobizantina (1904), el palau de l'ataman dels cosacs i monuments de Matvei Plàtov i Iermak Timoféievitx (Mikhail Mikeixin, 1904). Durant les celebracions del bicentenari al setembre 2005 es va inaugurar un altre monument, dedicat a la conciliació dels cosacs blancs i rojos, en presència de membres de la família Romànov.

## Relacions internacionals
Novotxerkassk està agermanada amb:
- Iserlohn, Rin del Nord-Westfàlia, Alemanya (des de 1990)
- La Valette, Roine-Alps, França
- Kronstadt, Sant Petersburg, Rússia
- Sremski Karlovci, Sèrbia